# بوركو ريستوفسكي
بوركو ريستوفسكي مواليد 2 نوفمبر 1982 في سكوبيه، جمهورية مقدونيا، هو لاعب كرة يد مقدوني يلعب كحارس مرمى. يلعب حاليا مع نادي برشلونة لكرة اليد ويحمل الرقم 12. مثل منتخب مقدونيا لكرة اليد.

## سجل المنافسة
شارك في البطولات التالية:
- بطولة العالم لكرة اليد للرجال 2015
- بطولة أوروبا لكرة اليد للرجال 2012
- بطولة أوروبا لكرة اليد للرجال 2014
- بطولة أوروبا لكرة اليد للرجال 2016

## روابط خارجية
- بوركو ريستوفسكي على موقع الاتحاد الأوروبي لكرة اليد (الإنجليزية)
- بوركو ريستوفسكي على موقع الاتحاد الفرنسي لكرة اليد (الفرنسية)